# Nils Skoglund
Nils Skoglund (n. 15 august 1906, Stockholm, Suedia – d. 1 ianuarie 1980, Stockholm, Suedia) a fost un săritor în apă ce a reprezentat Suedia, medaliat olimpic. A participat la o ediție a Jocurilor Olimpice (1920) în care a câștigat o medalie de argint.

## Participări
Lista de mai jos prezintă principalele competiții la care a participat Nils Skoglund de-a lungul carierei.
- diving at the 1920 Summer Olympics – men's plain high diving[*]